# Кувейтски кули
Кувейтските кули (на арабски: أبراج الكويت) е комплекс от 3 кули в град Кувейт, столицата на Кувейт.
Комплексът включва 2 водонапорни кули с височина 187 и 147 метра, като над водния резервоар на втората е разположен ресторант, а на по-високо ниво – и въртящ се етаж с кафене. Третата кула е по-ниска и се използва за ефектно осветление на съоръжението.
Кулите са построени през 1971-1976 година по проект на датската архитектка Малене Бьорн.